# شهرستان خمینی‌شهر

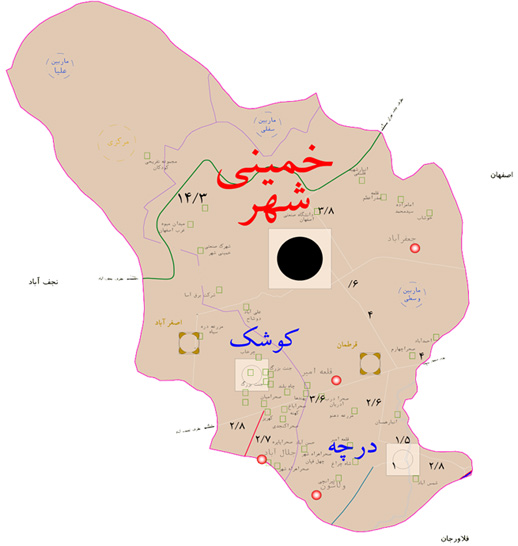

شهرستان خمینی‌شهر یکی از شهرستان‌های استان اصفهان است. مرکز این شهرستان شهر خمینی‌شهر است. کوشک و اصغرآباد و شهر درچه از دیگر شهرهای آن هستند. شهرستان خمینی‌شهر دومین شهرستان پرجمعیت پس از کلانشهر اصفهان است. جمعیت این شهرستان در سال ۱۳۹۵ طبق سرشماری ۳۶۹،۷۲۷ نفر بوده است.

## موقعیت جغرافیایی
این شهرستان از شرق به شهر اصفهان از شمال به شهرستان شاهین‌شهر از جنوب به شهرستان فلاورجان و از غرب به شهرستان نجف‌آباد محدود می‌شود.

## تقسیمات کشوری
شهرستان خمینی‌شهر دارای ۱ بخش، ۳ دهستان و ۴ شهر به شرح زیر است:

### شهرستان خمینی‌شهر
| بخش   | مرکز بخش | جمعیت بخش ۱۳۹۵ | نام دهستان  | مرکز دهستان | جمعیت دهستان ۱۳۹۵ | شهر                         | جمعیت شهر ۱۳۹۵                               |
| ----- | -------- | -------------- | ----------- | ----------- | ----------------- | --------------------------- | -------------------------------------------- |
| مرکزی | خمینی‌شهر | ۳۶۹٬۷۲۷ نفر    | ماربین سفلی | خمینی‌شهر    | ۴٬۰۲۱ نفر         | خمینی‌شهر درچه کوشک اصغرآباد | ۲۵۴٬۱۲۸ نفر ۴۹٬۸۰۰ نفر ۱۷٬۲۴۸ نفر ۱۳٬۸۷۶ نفر |
| مرکزی | خمینی‌شهر | ۳۶۹٬۷۲۷ نفر    | ماربین علیا | کوشک        | ۹٬۴۳۳ نفر         | خمینی‌شهر درچه کوشک اصغرآباد | ۲۵۴٬۱۲۸ نفر ۴۹٬۸۰۰ نفر ۱۷٬۲۴۸ نفر ۱۳٬۸۷۶ نفر |
| مرکزی | خمینی‌شهر | ۳۶۹٬۷۲۷ نفر    | ماربین وسطی | خمینی‌شهر    | ۱۱٬۲۷۲ نفر        | خمینی‌شهر درچه کوشک اصغرآباد | ۲۵۴٬۱۲۸ نفر ۴۹٬۸۰۰ نفر ۱۷٬۲۴۸ نفر ۱۳٬۸۷۶ نفر |

## جمعیت
براساس سرشماری عمومی نفوس و مسکن در سال ۱۳۹۵، جمعیت شهرستان خمینی‌شهر برابر با ۳۶۹٬۷00 نفر بوده‌است.